# Коада-Язулуй
Коада-Язулуй (рум. Coada Iazului) — село у Синжерейському районі Молдови. Входить до складу комуни, адміністративним центром якої є село Біліченій-Векі.

## Населення
За даними перепису населення 2004 року у селі проживали 423 особи.
Національний склад населення села:
| Національність       | Кількість осіб | Відсоток |
| -------------------- | -------------- | -------- |
| українці             | 224            | 53,0%    |
| молдавани            | 181            | 42,8%    |
| росіяни              | 14             | 3,3%     |
| поляки               | 3              | 0,7%     |
| інша / без відповіді | 1              | 0,2%     |
| Всього               | 423            | 100%     |